# Rue Schutzenberger
La rue Schutzenberger est une voie du 15e arrondissement de Paris, en France.

## Situation et accès
La rue Schutzenberger est une voie publique située dans le 15e arrondissement de Paris. Elle débute rue Émeriau et se termine au 16, rue Sextius-Michel.

## Origine du nom
Elle porte le nom du chimiste français Paul Schutzenberger (1829-1897), qui fut directeur de l’École de physique et de chimie industrielles de la Ville de Paris, membre de l'Académie des sciences et de l'Académie de médecine.

## Historique
Cette voie est ouverte sous sa dénomination actuelle en 1905.
Côté sud, la rue est bordée par un groupe scolaire public compris entre les rues Rouelle, Émeriau, Schutzenberger et Sextius-Michel. Façade en briques de style Art nouveau. Bâtiment construit par l'architecte Louis Bonnier en 1912.
La rue est piétonnisée (dispositif rue aux écoles) en 2022.